# 1953年の音楽
1953年の音楽（1953ねんのおんがく）では、1953年（昭和28年）の音楽分野の動向についてまとめる。

## 概要・できごと
- 18歳のエルヴィス・プレスリーが、サン・レコードで最初のレコーディングをおこなった[1]。
- 1月2日 - 第3回NHK紅白歌合戦
  - トップバッター - 菊池章子(紅)、林伊佐緒(白)
  - トリ - 笠置シヅ子(紅)、灰田勝彦(白)
- 12月31日 - 第4回NHK紅白歌合戦
  - トップバッター - 赤坂小梅(紅)、鈴木正夫(白)
  - トリ - 淡谷のり子(紅)、藤山一郎(白)

## 洋楽シングル
- レス・ポール&メリー・フォード「ヴァイヤ・コン・ディオス」
- パティ・ペイジ[2]「ワンワンワルツ」
- シェーン[3]主題歌「遥かなる山の呼び声」
- 禁じられた遊び主題歌「愛のロマンス」
- パーシー・メイフィールド [4]「ザ・リヴァーズ・インヴィテーション」
- ギター・スリム「ザ・シングス・ザット・アイ・ユースト・トゥ・ドゥ」
- プロフェッサー・ロングヘア「ティピティーナ」
- ジュニア・パーカー 「ミステリー・トレイン」
- ビル・ヘイリー「クレイジー・メン・クレイジー」

## 洋楽アルバム
- ルイ・プリマ 「ブレイキング・イット・アップ!」

## 邦楽シングル
- 青木光一「元気でねさようなら」
- 安藤まり子「毬藻の唄」
- 生田恵子「東京ティティナ」
- 榎本美佐江「お俊恋唄」
- 岡本敦郎「みどりの馬車」
- 小畑実「花の三度笠」
- 織井茂子「君の名は」「黒百合の歌」
- 神楽坂はん子「見ないで頂戴お月さま」「こんなベッピン見たことない」
- 春日八郎「雨降る街角」
- 霧島昇「石狩エレジー」
- 黒田美治･恵ミチ子「アイアイ銀座」
- 高英男「雪の降るまちを」「ロマンス」
- 三条町子「想い出のランプに灯を入れて」
- 菅原都々子「アリラン哀歌」
- 津村謙「待ちましょう」
- 鶴田浩二「街のサンドイッチマン」「ハワイの夜」
- 永田とよ子「津軽の子守唄」
- 藤山一郎「みどりの雨」
- 豆千代「雨の明石町」
- 三浦洸一「落葉しぐれ」
- 美空ひばり「津軽のふるさと」
- 宮城まり子「毒消しゃいらんかね」
- 雪村いづみ「想い出のワルツ」「私にだけは言わないで」「ルビー」「はるかなる山の呼び声」
- 童謡「ぞうさん」

## 主な音楽賞
| 賞                  | 受賞作・受賞者 |
| ------------------- | --- |
| 第8回芸術祭賞       | - 奨芸術祭賞(音楽部門) - 林光「ラジオ東京「交響曲ト調」作曲」 - 諸井誠「「オーケストラのためのコンポジション」作曲」 - 奨励賞(音楽部門) - 大木正夫「ラジオ東京交響的幻想曲「原爆の図によせて」作曲」 - 都一春「ラジオ東京一中節「花の断」作曲」 - 宮下秀冽「ラジオ東京箏主奏組曲「平家物語による幻想」作曲」 - 米川敏子「ラジオ東京箏曲「千鳥と遊ぶ智恵子」作曲」 - 芸術祭奨励賞 - 牧野由多可「ピアノ協奏曲」 |
| 第3回サンレモ音楽祭 | - 大賞 - カルラ・ボーニとフロ・サンダンス「秋の並木路」 |

## デビュー
- 4月 - 小鳩くるみ／ぴょんぴょん虫
- 4月 - 雪村いづみ／想い出のワルツ
- 5月 - 三浦洸一／さすらいの恋唄
- 月日不明 - 秋吉敏子／アメイジング・トシコ・アキヨシ
- 月日不明 - 芦野宏

## 誕生
出身地または国籍が日本である人物の国名表記は省略。
- 1月1日 - アルファ・ブロンディ、レゲエ歌手
- 1月4日 - 有山じゅんじ、歌手・ギタリスト、元五つの赤い風船
- 1月6日 - ジェット・ウィリアムズ、カントリー音楽演奏者
- 1月6日 - マルコム・ヤング、ロックミュージシャン・AC/DCのメンバー（+2017年・64歳没）
- 1月7日 - 近藤浩章、作曲家
- 1月7日 - レスリー・マンドキ、ジンギスカンメンバー
- 1月8日 - ドミニク・ゴーモン、ギタリスト（+1983年・30歳没）
- 1月8日 - 林浩彦、アナウンサー・ミュージシャン（+2017年・64歳没）
- 1月10日 - パット・ベネター、ミュージシャン
- 1月10日 - 平山雄一、音楽評論家・俳人
- 1月10日 - マイク・スターン、ジャズギタリスト
- 1月11日 - 衛藤恵子、作曲家
- 1月12日 - 大倉由紀枝、声楽家
- 1月12日 - 金沢栄東、シンガーソングライター
- 1月12日 - タチアナ・シェバノワ、ピアニスト（+2011年・58歳没）
- 1月13日 - 清水高師、ヴァイオリニスト
- 1月13日 - 杉山正、ジャズミュージシャン
- 1月15日 - 森田童子、シンガーソングライター（+2018年・65歳没）
- 1月17日 - カルロス・ジョンソン、ギタリスト・歌手
- 1月17日 - ジェフ・バーリン、ベーシスト
- 1月17日 - 濱田金吾、ミュージシャン
- 1月19日 - ステファン・ミクス、ミュージシャン
- 1月21日 - 田中ユミ、歌手、元シモンズ
- 1月22日 - グラシェラ・スサーナ、歌手
- 1月22日 - チョン・ミョンフン、指揮者
- 1月23日 - 須貝智郎、シンガーソングライター
- 1月23日 - ルシンダ・ウィリアムス、フォークシンガー
- 1月23日 - ロビン・ザンダー、歌手、チープ・トリック
- 1月24日 - ウェンディ・メイ・チェンバーズ、作曲家
- 1月24日 - ジェームス・ハチンソン、セッションベーシスト
- 1月24日 - 諏訪あい、ラジオパーソナリティ・歌手
- 1月24日 - ナイジェル・グロックラー、ドラマー、サクソン
- 1月24日 - ユーリ・バシュメット、ヴィオラ奏者・指揮者
- 1月27日 - ボブ・ミンツァー、サクソフォーン奏者、イエロージャケッツ
- 1月28日 - アニセー・アルヴィナ、女優・歌手（+2006年・53歳没）
- 1月29日 - テレサ・テン、歌手（+ 1995年・42歳没）
- 1月29日 - ピーター・バウマン、ミュージシャン、元タンジェリン・ドリーム
- 1月31日 - 金門王、歌手（+2002年・49歳没）
- 1月31日 - 牧葉ユミ、歌手
- 2月 - 笛吹利明、ミュージシャン・音楽プロデューサー
- 2月4日 - 喜多郎、キーボーディスト・作曲家
- 2月4日 - 山下達郎、シンガーソングライター
- 2月5日 - ゲルハルト・オピッツ、ピアニスト
- 2月5日 - 牧美智子、元歌手・元女優
- 2月5日 - フレディー・アギラ、歌手
- 2月9日 - ランキン・タクシー、レゲエミュージシャン
- 2月11日 - たいらいさお、歌手（3代目うたのおにいさん）
- 2月14日 - 鈴木キサブロー、作曲家
- 2月16日 - ロデル・ナバル、俳優・歌手（+1995年・42歳没）
- 2月17日 - 松尾葉子、指揮者
- 2月18日 - 池田輝郎、民謡・演歌歌手
- 2月20日 - ジェニー・ツェン、歌手
- 2月20日 - リッカルド・シャイー、指揮者
- 2月21日 - クリスティーン・エバーソール、女優・歌手
- 2月22日 - 柯受良、歌手・俳優・スタントマン（+2003年・50歳没）
- 2月22日 - ゲイリー・チャン、映画音楽作曲家
- 2月23日 - ケニー・ビー、俳優・ミュージシャン
- 2月25日 - レジー・ルーカス、ミュージシャン（+2018年・65歳没）
- 2月26日 - マイケル・ボルトン、ミュージシャン
- 2月28日 - オスモ・ヴァンスカ、指揮者
- 2月28日 - 村下孝蔵、シンガーソングライター（+ 1999年・46歳没）
- 3月1日 - 佐佐木功、ピアニスト
- 3月3日 - 小橋玲子、元女優・元歌手
- 3月6日 - 野口明彦、ドラマー、元シュガー・ベイブ/元センチメンタル・シティ・ロマンス
- 3月7日 - 有田恵子、実業家・歌手・元作家・政治家
- 3月8日 - 荻久保和明、作曲家・指揮者
- 3月10日 - 佐孝康夫、作曲家、元葡萄畑
- 3月12日 - 平尾雅子、ヴィオラ・ダ・ガンバ奏者
- 3月13日 - キム・スヒ
- 3月14日 - ビル・ビーチ、ジャズミュージシャン
- 3月15日 - 高木英一、ベーシスト、近田春夫&ハルヲフォン
- 3月16日 - クラウス・ペーター・フロール、指揮者
- 3月16日 - ケイ赤城、ジャズピアニスト
- 3月18日 - 吉松隆、作曲家
- 3月19日 - ビリー・シーン、ベーシスト、MR. BIG
- 3月23日 - ジョージ 平沢、ギタリスト・音楽プロデューサー
- 3月23日 - チャカ・カーン、歌手
- 3月25日 - 新井田耕造、ドラマー、憂歌団
- 3月26日 - 渡部宏、チェリスト
- 3月27日 - 高中正義、ギタリスト
- 4月1日 - 江戸アケミ、ミュージシャン（+ 1990年・36歳没）
- 4月3日 - ミハイル・ルディ、ピアニスト
- 4月4日 - 陳怡、作曲家・ヴァイオリニスト
- 4月5日 - 朝倉理恵、元歌手・元女優
- 4月5日 - テ・ジナ、歌手
- 4月6日 - クリストファー・フランケ、ミュージシャン
- 4月6日 - セルソ・ピニヤ、歌手（+2019年・66歳没）
- 4月6日 - パスカル・ドヴォワヨン、ピアニスト
- 4月6日 - パトリック・ドイル、作曲家
- 4月7日 - 甲斐よしひろ、ミュージシャン
- 4月7日 - 吉田美奈子、ミュージシャン
- 4月13日 - ハンス・ガンシュ、トランペット奏者
- 4月14日 - 亀山法男、歌手・ピアニスト
- 4月15日 - デヴィッド・キャンベル、クラリネット奏者
- 4月15日 - 三田村善衛、音楽評論家
- 4月18日 - 岸田敏志、シンガーソングライター・俳優
- 4月18日 - ダニー・ゴットリーブ、ドラマー、元パット・メセニー・グループ/エレメンツ
- 4月19日 - ロッド・モーゲンスタイン、ドラマー、ウィンガー/ディキシー・ドレッグス
- 4月20日 - ジェームス・チャンス、作曲家・歌手・ピアニスト
- 4月20日 - 花岡千春、ピアニスト
- 4月21日 - トッド・フィリップス、ベーシスト、デビッド・グリスマン・クインテット
- 4月23日 - 国広富之、俳優・元歌手
- 4月27日 - アリエル・ドンバール、女優・歌手
- 4月27日 - イロナ・トコディ、ソプラノ歌手
- 4月29日 - ヤン・A・P・カチュマレク、作曲家（+ 2024年・71歳没）
- 4月30日 - Mr.オクレ、お笑いタレント・元ベーシスト
- 5月 - 頃安利秀、テノール歌手
- 5月2日 - ヴァレリー・ゲルギエフ、指揮者
- 5月3日 - 鈴木憲夫、作曲家・詩人・指揮者
- 5月3日 - スティーヴン・ウォーベック、映画音楽作曲家
- 5月4日 - オリータ・アダムス、シンガー・ピアニスト
- 5月5日 - 天野滋、ミュージシャン（+ 2005年・52歳没）
- 5月5日 - 野平一郎、ピアニスト
- 5月6日 - イヴァン・フェデーレ、作曲家
- 5月6日 - 波木克己、ハーモニカ奏者
- 5月8日 - アレックス・ヴァン・ヘイレン、ミュージシャン（ヴァン・ヘイレン）
- 5月8日 - 楢崎洋子、音楽学者（+2020年・67歳没）
- 5月9日 - デイヴィッド・ベノワ、ピアニスト・コンポーザー
- 5月13日 - 谷五郎、歌手・タレント
- 5月14日 - 岩井雅音、チェリスト
- 5月14日 - トム・コクラン、シンガーソングライター
- 5月14日 - ヴィム・メルテン、作曲家・音楽プロデューサー
- 5月15日 - 太田きよみ、女優・歌手
- 5月15日 - マイク・オールドフィールド、ミュージシャン
- 5月16日 - モニカ・ハジェット、ヴァイオリニスト
- 5月22日 - デニス・ボーヴェル、ミュージシャン、マトゥンビ
- 5月22日 - ロジャー・ベロン、作曲家
- 5月25日 - 池玲子、元女優・元歌手
- 5月25日 - クリストフ・ラウアー、サックス奏者、元ユナイテッド・ジャズ+ロック・アンサンブル
- 5月25日 - ダディ竹千代、ミュージシャン・音楽プロデューサー
- 5月26日 - デヴィッド・トーン、ギタリスト
- 5月28日 - アート・リンゼイ、ギタリスト、元DNA/元ラウンジ・リザーズ/元アンビシャス・ラバーズ
- 5月29日 - ダニー・エルフマン、作曲家
- 5月30日 - 三ツ木清隆、俳優・歌手・タレント
- 6月1日 - デイヴィッド・ラッセル、ギタリスト
- 6月4日 - 小嶋進、実業家・歌手
- 6月4日 - ジミー・マカロック、ミュージシャン、ウイングス（+1979年・26歳没）
- 6月4日 - 西脇博光、特撮音楽研究家
- 6月5日 - あさみあきお、ミュージシャン
- 6月6日 - 山岸潤史、歌手、パパ・グロウズ・ファンク/ワイルド・マグノリアス
- 6月10日 - 篠崎耕平、作曲家
- 6月12日 - 中村貴之、歌手、NSP
- 6月12日 - マイケル・ドノヴァン、声優・音響監督
- 6月13日 - アッツォ・アルミラ、指揮者
- 6月17日 - 草柳俊一、録音エンジニア
- 6月18日 - 栗咲ジュン、元歌手
- 6月18日 - ピーター・ドノホー、ピアニスト
- 6月20日 - 純アリス、タレント・女優・元歌手（+2019年・66歳没）
- 6月22日 - 佐井好子、シンガーソングライター
- 6月22日 - シンディ・ローパー、歌手・女優
- 6月24日 - 康珍化、作詞家
- 6月26日 - ロバート・デヴィ、俳優・歌手・脚本家・監督
- 6月28日 - 渡辺建、ベーシスト、元プリズム/グッチ裕三とグッチーズ
- 6月29日 - ドン・ドッケン、歌手、ドッケン
- 6月30日 - アドリアーナ・ヘルツキー、作曲家
- 7月1日 - 江戸アケミ、歌手、じゃがたら（+1990年・36歳没）
- 7月1日 - 中沢厚子、フォークシンガー
- 7月2日 - ジャン・クロード・ボレリー、トランペット奏者
- 7月4日 - おりも政夫、タレント・歌手・俳優、元フォーリーブス
- 7月4日 - 松岡みち子、作曲家
- 7月7日 - 海老彰子、ピアニスト
- 7月7日 - 研ナオコ、タレント・歌手
- 7月8日 - 岡井大二、ドラマー、四人囃子
- 7月9日 - 稲垣潤一、歌手
- 7月10日 - 伊藤政則、音楽評論家
- 7月10日 - スタン・ブッシュ、歌手
- 7月11日 - 市之瀬洋一、音楽ディレクター
- 7月11日 - ダニエル・トージ、作曲家・指揮者
- 7月13日 - グレッグ・コーエン、ベーシスト
- 7月14日 - ドロテ、歌手・女優
- 7月16日 - 渡辺裕、音楽美学者
- 7月17日 - 大野徹也、オペラ歌手・テノール
- 7月18日 - ウォーレン・ウィービー、ボーカリスト（+1998年・45歳没）
- 7月18日 - エンリケ・グラーフ、ピアニスト
- 7月18日 - ニール・スチューベンハウス、ミュージシャン
- 7月19日 - 山川健一、小説家・ミュージシャン
- 7月20日 - デイヴ・エヴァンス、歌手、元AC/DC
- 7月22日 - ナイジェル・ヘス、作曲家
- 7月22日 - ブライアン・ハウ、歌手、バッド・カンパニー（+2020年・66歳没）
- 7月27日 - 花岡献治、ベーシスト、憂歌団
- 7月29日 - ゲディー・リー、歌手、ラッシュ
- 7月31日 - 岡崎友紀、女優・歌手
- 7月31日 - 小坂恭子、シンガーソングライター
- 8月 - 柳亭風五、落語家・コミックシンガー
- 8月1日 - ロバート・クレイ、歌手・ギタリスト
- 8月3日 - ランディ・スクラッグス、音楽プロデューサー（+2018年・64歳没）
- 8月4日 - ヴィニ・ライリー、ギタリスト、ザ・ドゥルッティ・コラム
- 8月7日 - 桑名正博、ミュージシャン・俳優
- 8月10日 - ミハエル・シュナイダー、指揮者
- 8月14日 - ジェームズ・ホーナー、作曲家（+2015年・61歳没）
- 8月16日 - ゲオルク・ハース、作曲家
- 8月18日 - 宅間久善、マリンバ奏者・パーカッション奏者
- 8月20日 - 高橋裕、作曲家
- 8月21日 - 関根勤、お笑いタレント・俳優・歌手
- 8月21日 - 円広志、シンガーソングライター・タレント
- 8月27日 - アレックス・ライフソン、ギタリスト、ラッシュ
- 8月28日 - トヌ・カリユステ、指揮者
- 8月28日 - マイケル・グレゴリー・ジャクソン、ギタリスト
- 8月30日 - 希望彰、演歌歌手
- 8月30日 - 水原ゆう紀、女優・元歌手・占星術師
- 8月31日 - 藤原清登、ジャズベーシスト
- 9月2日 - ジョン・ゾーン、サックス奏者
- 9月2日 - 高田真樹子、歌手
- 9月4日 - 湯川トーベン、ベーシスト、KODOMO BAND
- 9月5日 - 樋浦一帆、歌手
- 9月5日 - 三上明子、フルート奏者
- 9月8日 - 井上鑑、キーボーディスト・音楽プロデューサー
- 9月8日 - 西村朗、作曲家
- 9月8日 - ミヒャエル・ラプジルバー、テノール歌手（+2013年・59歳没）
- 9月9日 - 難波弘之、作曲家・SF作家、SENSE OF WONDER
- 9月10日 - デイヴィッド・シェイファー、作曲家
- 9月11日 - 北川直樹、音楽プロデューサー
- 9月11日 - すやまとしお、タレント・シンガーソングライター
- 9月11日 - トミー・ショウ、歌手、スティクス/ダム・ヤンキース/ショウ・ブレイズ
- 9月11日 - 中村よお、シンガーソングライター
- 9月11日 - レネ・ゲイヤー、歌手
- 9月15日 - 竹下景子、女優・歌手
- 9月15日 - 勅使川原三郎、ダンサー・振付家・演出家・俳優
- 9月16日 - あんべ光俊、シンガーソングライター
- 9月18日 - ポンテープ・グラドーンチャムナーン、歌手
- 9月19日 - エドゥアルド・マルトゥレ、指揮者
- 10月3日 - スティーブ・フォックス、ベーシスト、ゴダイゴ
- 10月3日 - 平良りん子、歌手
- 10月4日 - アンドレアス・フォーレンヴァイダー、ミュージシャン
- 10月6日 - 菅野由弘、作曲家
- 10月7日 - ティコ・トーレス、ドラマー、ボン・ジョヴィ
- 10月7日 - 宮之上貴昭、ジャズギタリスト
- 10月10日 - ミッジ・ユーロ、ミュージシャン、元ウルトラヴォックス
- 10月14日 - 渡辺香津美、ギタリスト
- 10月15日 - ティト・ジャクソン、歌手、ジャクソン5
- 10月16日 - トニー・カレイ、キーボディスト、元レインボー
- 10月19日 - 今村泰典、リュート奏者・テオルボ奏者
- 10月21日 - エリック・フォークナー、ギタリスト、元ベイ・シティ・ローラーズ
- 10月21日 - ヒュー・ウルフ、指揮者
- 10月21日 - マーク・ジョンソン、ミュージシャン
- 10月22日 - 三田村邦彦、俳優・歌手
- 10月22日 - 伊藤薫、作詞家・作曲家
- 10月23日 - ポーリーン・ブラック、歌手・女優
- 10月24日 - 中山恵美子、歌手
- 10月25日 - 池毅、作曲家
- 10月27日 - 阿部敏郎、シンガーソングライター
- 10月27日 - 田頭信幸、俳優・歌手
- 10月27日 - ロバート・ピカード、俳優・歌手
- 10月28日 - デズモンド・チャイルド、作曲家
- 11月1日 - ボー・ジョック、アコーディオン奏者・シンガー（+1999年・45歳没）
- 11月5日 - 星克己、歌手
- 11月5日 - 山口裕之、ヴァイオリニスト
- 11月6日 - 関牧村、歌手
- 11月7日 - 八嶋博人、ヴァイオリニスト
- 11月11日 - アンディ・パートリッジ、歌手、元XTC
- 11月13日 - 河野康弘、ジャズピアニスト
- 11月13日 - 桜井鉄太郎、作曲家
- 11月13日 - ヘンリエッテ・ハイヒェル、ジンギスカンメンバー
- 11月15日 - アレクサンダー・オニール、ソウル歌手
- 11月22日 - 中田喜子、女優・元歌手
- 11月23日 - シーナ、歌手、シーナ&ザ・ロケッツ（+2015年・61歳没）
- 11月23日 - ヨハン・デ・メイ、作曲家
- 11月26日 - 佐山雅弘、ジャズピアニスト（+2018年・64歳没）
- 11月26日 - ジュリアン・テンプル、映画・ミュージックビデオ監督
- 11月27日 - ライル・メイズ、ジャズピアニスト（+2020年・66歳没）
- 11月28日 - 大貫妙子、シンガーソングライター
- 11月28日 - 松平健、俳優・歌手
- 11月29日 - 小林麻美、元歌手・元女優
- 11月30日 - デヴィッド・サンシャス、ミュージシャン
- 12月4日 - 三浦浩一、俳優・元歌手
- 12月5日 - 小林幸子、歌手
- 12月6日 - 山下雄三、歌手
- 12月10日 - 船原長生、ミュージシャン・映画監督
- 12月11日 - オーラ・ルードナー、指揮者
- 12月12日 - ブルース・キューリック、ギタリスト、元キッス/グランド・ファンク・レイルロード
- 12月13日 - パット・トーピー、ドラマー、MR. BIG（+2018年・64歳没）
- 12月14日 - 上原裕、ドラマー、元村八分/元シュガー・ベイブ/元エキゾティクス
- 12月14日 - 内田喜郎、元俳優・シャンソン歌手
- 12月15日 - ジャン・レイサム＝ケーニック、指揮者
- 12月16日 - 安西マリア、歌手・女優（+ 2014年・60歳没）
- 12月16日 - マーティン・ハーケンス、歌手
- 12月17日 - イクエ・モリ、ドラマー、元DNA
- 12月17日 - 山内絵美子、女優・歌手
- 12月18日 - 優雅、歌手・女優
- 12月21日 - 安斎肇、イラストレーター・ミュージシャン・ソラミミスト
- 12月21日 - アンドラーシュ・シフ、ピアニスト
- 12月21日 - ベティ・ライト、歌手（+2020年・66歳没）
- 12月21日 - 牧村三枝子、演歌歌手
- 12月24日 - 坂元昭二、ギタリスト
- 12月24日 - 津留崎直紀、チェリスト
- 12月24日 - ハンス＝ユルゲン・フォン・ボーゼ、元作曲家
- 12月25日 - 角川博、演歌歌手・タレント
- 12月26日 - 五十嵐洋、ミュージシャン・音楽プロデューサー
- 12月26日 - 紅晴美、歌手
- 12月26日 - ヘニング・シュミッツ、キーボーディスト、クラフトワーク
- 12月27日 - 石川セリ、歌手
- 12月28日 - リチャード・クレイダーマン、フランスのピアニスト
- 12月28日 - リチャード・バンド、作曲家
- 12月29日 - ジミー・コープリー、ドラマー、元マンフレッド・マンズ・アース・バンド（+2017年・63歳没）
- 12月30日 - ゴンザレス三上、ギタリスト・ゴンチチメンバー
- 12月30日 - マーク・カプラン、ヴァイオリニスト
- 12月31日 - 高木麻早、シンガーソングライター
- 12月31日 - マイケル・ヘッジス、ギタリスト（+1997年・43歳没）

月日不明
- 青木まり子、フォークシンガー
- 浅田秀子、国語学者・日本語教師・メゾソプラノ歌手
- 荒川敏行、作曲家
- 伊藤公朗、シタール演奏家
- 岩撫安彦、楽器製作者・著述家・経営者
- 岩渕まこと、ゴスペル歌手
- 上田信道、童謡研究者
- 上綱克彦、ミュージシャン、元柳ジョージ&レイニーウッド
- エイドリアン・リーパー、指揮者
- 木越洋、チェリスト
- きたがわてつ、シンガーソングライター
- クラウス・ベッカー、オーボエ奏者
- クリス・デンク、作曲家
- 齋藤行、クラリネット奏者・指揮者
- 坂本和彦、指揮者
- 佐野健二、リュート奏者
- 清水昭、指揮者
- 周防義和、作曲家
- スズキキヨシ、カリンバ奏者・パーカッショニスト
- 田中一嘉、指揮者
- ダロル・アンガー、ジャズヴァイオリニスト
- チャールズ・ナイディック、クラリネット奏者・作曲家
- デヴィッド・Z、音楽プロデューサー・エンジニア
- トリン・T・ミンハ、映画監督・詩人・作曲家
- 中島正雄、作曲家・音楽プロデューサー
- 仲田守、サクソフォーン奏者
- 七澤英貴、オーボエ奏者
- 橋本弦法、テノール歌手
- ブライアン・ケスラー、ギタリスト
- マニー・エリアス、ドラマー、元ティアーズ・フォー・フィアーズ
- ミス花子、シンガーソングライター
- 安田芙充央、ピアニスト
- 山本宏子、音楽教育学者・民族音楽学者
- ルイス・カルロス・セベリッチ、ミュージシャン
- レンツォ・クレスティ、音楽学者
- ロバート・サクストン、作曲家・大学教授
- ロベルト・カッチャパーリア、ピアニスト
- ロン・ジャドキンス、レコーディングエンジニア

## 死去
- 3月5日 - セルゲイ・プロコフィエフ、作曲家（* 1891年）
- 5月16日 - ジャンゴ・ラインハルト、ギタリスト（*1910年）
- 5月18日 - 益田太郎、財界人・劇作家・音楽家・男爵（* 1875年）
- 6月10日 - グジェゴシュ・フィテルベルク、ヴァイオリニスト・作曲家・指揮者（* 1879年）
- 9月1日 - ジャック・ティボー、ヴァイオリニスト（* 1880年）
- 10月8日 - キャスリーン・フェリア、コントラルト歌手（* 1912年）
- 10月29日 - ウィリアム・カペル、ピアニスト（* 1922年）
- 12月5日 - ノエル・ミュートン＝ウッド、ピアニスト・作曲家（* 1922年）